# کیانوش صادق دقیقی
کیانوش دقیقی (زادهٔ ۱۳۴۱ در  آستانه اشرفیه) نمایندهٔ حوزهٔ انتخابیهٔ  آستانه اشرفیه در دورهٔ هفتم مجلس شورای اسلامی بوده‌است.